# Уильям де Лоншан
Уильям де Лоншан (англ. William de Longchamp, XII век, Аржантон-Нотр-Дам — 31 января 1197, Пуатье) — английский лорд-канцлер, главный юстициарий и епископ Или в XII веке. Родившись в незнатной семье в Нормандии, Уильям де Лоншан своим продвижением обязан королевской благосклонности. Хотя современники злословили, что отец Лоншана был крестьянином, он владел землей и скорее всего был рыцарем. Сначала Лоншан служил внебрачному сыну короля Генриха II, Джеффри, но быстро перешёл на службу к Ричарду I, наследнику Генриха. Когда Ричард стал королём в 1189 году, Лоншан заплатил три тысячи фунтов стерлингов за должность канцлера, и вскоре был назначен епископом Или и папским легатом.
Лоншан правил Англией, пока Ричард участвовал в Третьем крестовом походе, но ему бросил вызов брат Ричарда, Иоанн, которому в конце концов удалось отстранить Лоншана от власти и изгнать из страны. Отношения Лоншана с другими влиятельными английскими дворянами также были натянутыми, что способствовало его свержению. Вскоре после отъезда Лоншана из Англии Генрих VI, император Священной Римской империи, захватил короля Ричарда на обратном пути из крестового похода и потребовал за него выкуп. Лоншан отправился в Германию на переговоры об освобождении Ричарда. Хотя после возвращения Ричарда в Англию Лоншан вновь занял пост канцлера, он уже не имел прежней власти и влияния при дворе. На протяжении всей карьеры он сталкивался с изрядной долей неприязни со стороны современников, однако сохранил доверие Ричарда и верно служил королю до самой своей смерти в 1197 году.
Лоншан написал трактат Practica legum et decretorum о применении гражданского и канонического права, который был широко известен на протяжении всего Позднего Средневековья.